# Artena contenta
Artena contenta là một loài bướm đêm trong họ Erebidae.